# Михайлівська фортеця
Михайлівська фортеця (Фортеця святого Михайла до 1738 називалася Кисільна фортеця, Кисіль, Кизіль) — фортеця, споруджена у 1731 році за зразковим проектом фортець Української лінії. Розташована поблизу від села  Михайлівка, Лозівського району, Харківської області.
Названа на честь прадіда російської імператриці Анни Іванівни, Михайла, першого царя з Романових на московському престолі.

## Історія
За часів царювання російської імператриці Анни Іванівни, для охорони південного кордону від татар, сформований був ландміліційний корпус. Лівий берег річки Береки був укріплений валом, по валу влаштовані були на відстані редути. Однією з фортець Української лінії зроблена була Михайлівська (первісно Кисільна, за назвою річки Кисіль на якій вона знаходилася) фортеця. В фортеці, полковником Олексієм Калініним, в 1736 році було побудовано храм в ім'я Св. Трійці..
Фортеця Кисельна, в 1738 році перейменована на фортецю Святого Михайла.
При фортеці розміщався 1-й батальйон Слобідського ландміліційного полку (2-й батальйон полку розміщувався в Слобідській фортеці).
В 1770 році піхотні ландміліційські полки увійшли до складу армії, а сам Український корпус було скасовано. З 11-ти ландміліційних полків чотири зберегли свої назви (33-й Єлецький, 34-й Севський, 70-й Рязький та 71-й Бєльовський), інші увійшли до складу інших полків.

## Архітектура фортеці
Земляна, майже квадратна в плані, чотирибастіонна. Площа фортечного двору більше 1,2 га. У північній куртині розташований в'їзд до фортеці, південна — посилена равеліном, спрямованим в бік р. Береки. Протяжність фортечного валу зовнішньою стороною становить понад 980 м. З третьою на лінії Слобідською та п'ятою — Олексіївською фортецями була з'єднана валом і ровом.

## Також
- Українська лінія